# 中原中也
中原 中也（なかはら ちゅうや、1907年〈明治40年〉4月29日 - 1937年〈昭和12年〉10月22日）は、日本の詩人・歌人・翻訳家。旧姓は柏村（かしむら）。
代々開業医である名家の長男として生まれ、跡取りとして医者になることを期待されていた。小学校時代は学業成績もよく神童とも呼ばれたが、8歳の時、弟が脳膜炎により病死したことで文学に目覚めた。中也は30歳の若さで死去したが、生涯で350篇以上の詩を残した。その一部は、結婚の翌年刊行した第1詩集『山羊の歌』および中也の死の翌年出版された第2詩集『在りし日の歌』に収録されている。訳詩では『ランボオ詩集』や、数は少ないがアンドレ・ジイドの作品などフランス人小説家の翻訳もしている。日本大学予科、中央大学予科などを経て東京外国語学校（現在の東京外国語大学）専修科仏語部修了。

## 生涯

### 生い立ち

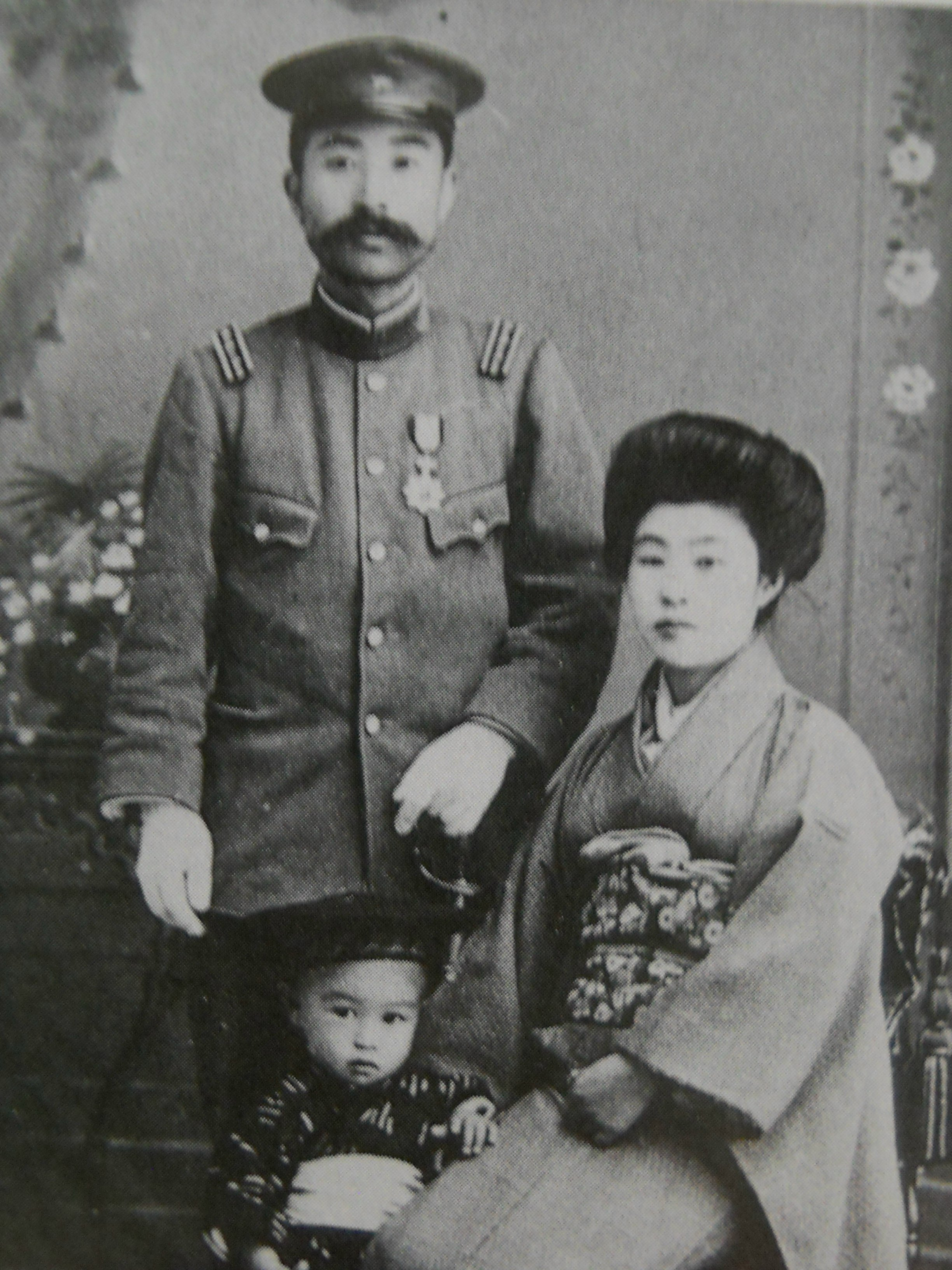
父母と、中也3歳

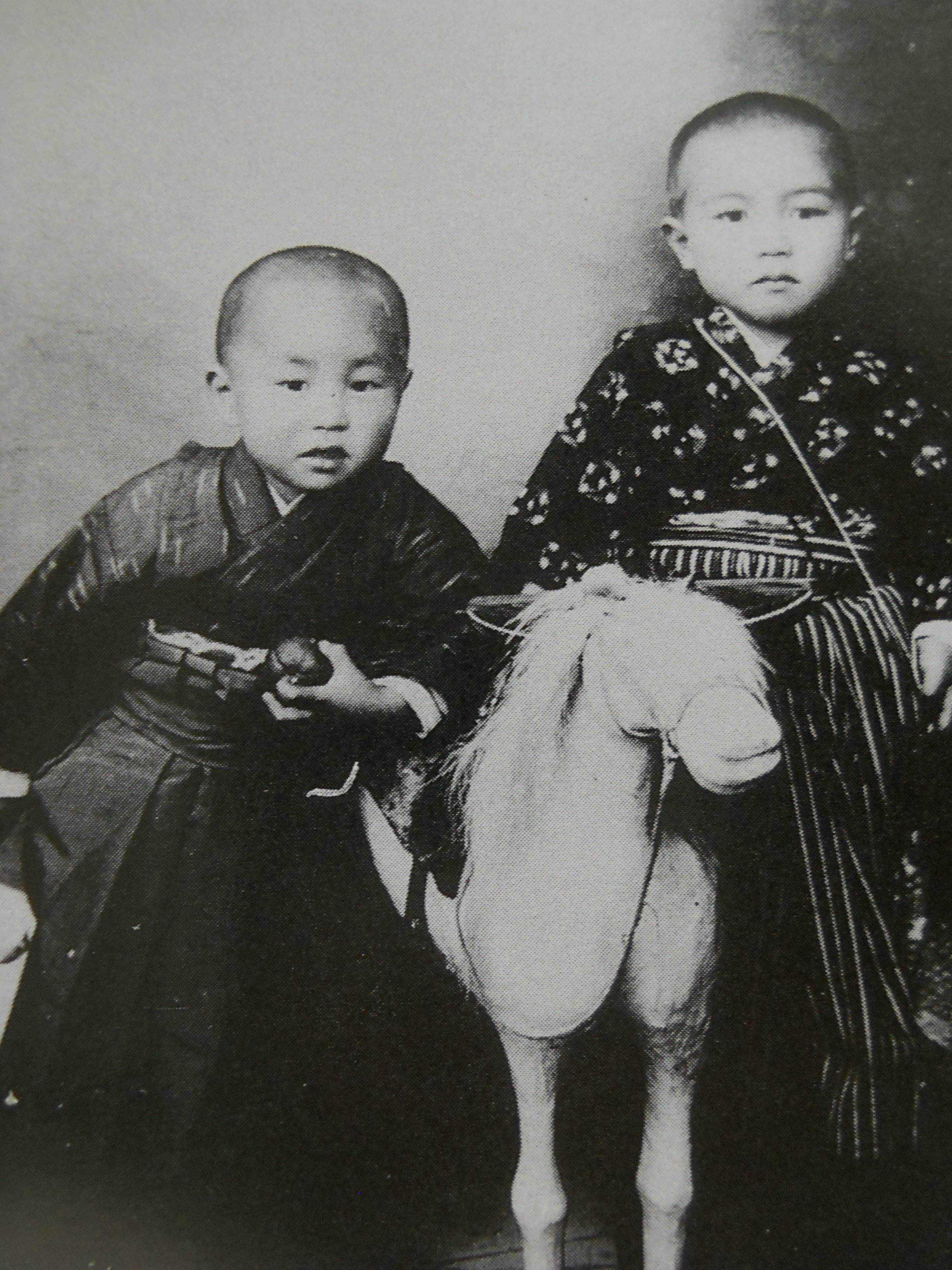
5歳の中也（右）と弟・亜郎(つぐろう)

1907年（明治40年）4月29日、山口県吉敷郡下宇野令村（現在の山口市湯田温泉）の中原医院で生まれた。両親の柏村謙助・フク夫妻は結婚後6年あまり子供に恵まれず、中原家当主の政熊にも実子がいなかったため、長男の誕生をおおいに喜び、三日間にわたって誕生祝いを行った。当時、父の謙助は軍医として旅順にいたが、手紙で「中也」と名づけるよう送ってきた。10月、生後6ヶ月で母・フクと祖母・スヱと関東州の旅順に渡る。中也を手元で育てたいという謙助の希望によるものだった。翌年の夏、謙助は山口に任ぜられ、一家は山口の中原家に戻った。翌年には広島に異動。
1911年4月、広島女学校付属幼稚園に入学。謙助はよく中也を連れて釣りにでかけたが、自分たちと階層の違う近所の子供とは遊ばせなかったという。1912年9月、謙助は三等軍医正（少佐）に昇進、金沢に異動。翌年から中也は北陸女学校附属第一幼稚園（現・北陸学院幼稚園の第一幼稚園）に通う。
1914年、謙助は朝鮮の竜山に栄転するが、学齢に達していた中也はフクとともに中原家に戻り、地元の下宇野令小学校に入学。成績優秀で「神童」と呼ばれた。1915年、謙助は上司に申し出て山口に転任、中原家と養子縁組、中也の苗字も「柏村」から「中原」に変わった。この年、弟の亜郎（つぐろう）が脳膜炎で死去。中也は後年『詩的履歴書』に、詩作をはじめたのは「亡くなった弟を歌つたのが抑々（そもそも）の最初である」と記している。政熊が軽い中風に倒れたのをきっかけに、謙助は予備役編入を願い出て許可され、1917年に中原医院を継いだ。
1918年、中也は山口師範附属小学校（現・山口大学教育学部附属山口小学校）に転校。ここでも成績優秀で、戦闘的でありながらひょうきんなところがありクラスの人気者だったという。中也の両親は教育熱心で、フクが予習復習を受け持ち、謙助は納屋に閉じ込めたり煙草の火を踵に押し当てるなど厳しい懲罰を与えた。湯田温泉の風紀がよくないのを心配して外で遊ぶのを禁じ、溺れるのを恐れて水泳もさせなかった。小学校6年のころから短歌を作り始め、フクとともに『婦人画報』に投稿、1920年（大正9年）2月号で次選になり掲載された。また『防長新聞』（戦後に存在した同名紙とは別の新聞）にも短歌を投稿、入選している。
1920年4月、12番の成績で山口県立山口中学校（現・山口県立山口高等学校）に入学。しかし読書にふけり、成績は80番にまで下降、教師が家に注意したので、小遣いがもらえなくなり、立ち読みをしたり、図書館を利用するようになった。2学期の成績は50番まで持ち直したが、2年生ではどん底の120番まで落ちる。このころ、中也は両親に隠れて、防長新聞の短歌会「末黒野の会」に出席していた。この会で知り合った吉田緒佐夢、宇佐川紅萩と歌集「末黒野（すぐろの）」を1922年5月ごろ刊行。中也は「温泉集」と題した28首を収めた。飲酒や喫煙を覚えた「不良少年」となっており、成績はさらに下降した。
1923年、3年生の原級留め置き（落第）が決定。通知を受けた謙助は落胆し、数日間往診に出なかった。一方中也は級友を勉強部屋に集め万歳をして答案を破いた。祖母スヱが「この位のこと何です」と部屋を掃除したという。

### 京都での出会い
落第したことで中也が山口中学にいたくないという意思を示し、謙助も世間体が悪いということで転校させることになった。1923年4月、京都の立命館中学校3年に編入、中也は一人で下宿生活を送ることになった。秋、高橋新吉『ダダイスト新吉の詩』を読んで衝撃を受け、ダダイスムに傾倒、詩作を始める。3歳年上の女優・長谷川泰子と知り合い、翌年から同棲する。泰子はマキノ・プロダクションの大部屋女優として月給をもらっていたが、解雇されてからは中也の居候となってしまう。帰省した中也が痩せているのを案じた中原家は仕送りの額を増やしている。
1924年、7月から11月まで京都に滞在した6歳年上の詩人、富永太郎と親交を結ぶ。富永太郎は連日中原の下宿を訪ねて語り合った。富永太郎が頼ってきたのは京都帝国大学文学部国文科在学中で立命館中学の非常勤講師を務めていた冨倉徳次郎だった。作文の時間、詩を書いてきた中也は冨倉の家に呼ばれるようになり、やがて大学生グループと展覧会を見に行ったり酒を飲んだりするようになる。中也は「ダダさん」の愛称で呼ばれた。12月初旬、富永太郎は東京に戻る。喀血したことを医師に診断してもらうためである。

### 上京
1925年、中学を4年で中退した中也は、大学予科受験を理由に泰子と上京する。日本大学や早稲田大学を希望していたが、書類不足や遅刻で受験できず、予備校に通うという条件で仕送りを受け、東京住まいをはじめた。富永太郎の紹介で東京帝国大学文学部仏文科1年の 小林秀雄と知り合う。11月富永太郎が結核で死去。同じ頃泰子が中也のもとを去り、小林と同棲する。
1926年、日本大学予科文科（戦後の日本大学文理学部）に入学するも1科目も試験を受けぬまま、9月退学。実家には知らせなかった。その後アテネ・フランセ（旧・東京外国語学校予科私立高等仏語部）に通いフランス語を学ぶ。富永太郎や小林が参加していた同人雑誌『山繭』に「夭折した富永」を寄稿。東京で中原の書いたものが活字になったのはこれがはじめてである。翌年の10月、高橋新吉を訪問。また自分の詩集の刊行を考えはじめる。
1928年、5月4日に前衛音楽グループ「スルヤ」の第二回発表演奏会で、諸井三郎が中原の「臨終」「朝の歌」に曲をつけて歌う。中也は前年知り合った河上徹太郎を通じて、詩を持ち込み曲をつけてくれと頼んでいた。3月に往診先で倒れた謙助は病床で印刷された歌詞を読んで涙を流したという。5月16日謙助が死去。中也は謙助が倒れてから月に1度見舞いに帰省していたが、母のフクは世間の目を気にして葬式には帰らせず、喪主である中也は病気であるということにして取り繕った。謙助の一周忌には、中也が中学2年の時に書いた「中原家累代之墓」を墓碑に刻んだ。
この頃、宮沢賢治の詩集『春と修羅』に感じるところがあり、大岡昇平によると渋谷の夜店にあったゾッキ屋で1冊5銭で投げ売りされていた同書を複数買い込んで、1冊を大岡に渡し、残りは「誰かにやるのだ」と言って持ち帰ったという。中也は、のちに賢治の最初の全集が刊行されたあとに「宮澤賢治全集」など賢治に言及した文章を3つ残している。

### 同人と雌伏
1929年4月、同人雑誌『白痴群』創刊。同人は中也の他に河上徹太郎、村井康男、内海誓一郎、阿部六郎、古谷綱武、安原喜弘、大岡昇平、富永次郎が参加。後に『山羊の歌』に収録される詩や翻訳を毎号発表。しかし中原が大岡、富永次郎と争ったり、原稿の集まりが悪くなったりしたことで、翌年4月に6号を出して廃刊となった。以後「雌伏」の時期となり、詩作が止まる。
1930年、9月に中央大学予科に編入学。12月、小林と別れた泰子が築地小劇場の演出家山川幸世の子を出産。中也はその子に「茂樹」と名づける。種痘を勧めたり、あせもや小さな傷を気遣う手紙を書いたり、時には一日預かるなど可愛がった。
1931年、中大予科に籍を置いたまま、東京外国語学校専修科仏語部（現・東京外国語大学）に入学。授業は午後5時から2時間だけの夜学だった。中也はフランスに留学するため、外務書記生の試験を受けようと考えていた。9月26日、4歳下の弟恰三（こうぞう）が肺結核で死去。父の死に目に会えなかった中也は恰三を見舞ったあと、母のフクに「もし恰ちゃんが死んだら、こんどは死に顔をぼくに見せてから焼場へつれてってください」と伝えて上京。フクは言われたとおり恰三が亡くなると中也を呼び戻し、死に顔を見せてから焼場へ連れていった。中也は泣かなかったが「恰三のことがかわいそうでならぬといったふう」だったという。
1932年、6月に初の詩集『山羊の歌』の出版を計画。1口4円で150口、600円集まれば200部印刷する予定だったが、申し込みは知人10名ほどで、7月にもう一度募集を出したが、申し込みはなかった。中也と親しい大岡らは払い込んでもどうせ飲んでしまうに決まっているとの判断だった。フクからも300円送ってもらったが、製本まで資金が足りず、刷り上った本文と紙型を安原喜弘が預かっている。このころノイローゼになり、強迫観念や幻聴があったが、年末から年明けの帰省で回復。
1933年、3月に東京外語専修科を中程度の成績で卒業。外務書記生の道はあきらめ、近所の学生にフランス語を教えて小遣いを得ていた。『山羊の歌』を出版するべく、出版社に持ち込むがうまくいかなかった。12月、『ランボオ詩集〈学校時代の歌〉』の翻訳を三笠書房より刊行。この翻訳がはじめての商業出版である。本が売れたことで中也は小林秀雄とともにランボーの代表的訳者として名を残すことになった。無印税だったが、中也はこの訳詩集を中原本家はもちろん遠い係累にまで送った。
同じく12月、遠縁にあたる6歳下の上野孝子と結婚。中原思郎著『兄中原中也と祖先たち』59頁によると、「中也は、上野孝子との結婚において、最も素直な子であった。母のなすがままになっていた。孝子が気にいったからかもしれないが、母から金をせしめたとき以外は、すべてについて必ず一言あった中也が、結婚については全く従順な息子であった。中也の七不思議というものがあるとすれば、素直な結婚はその一つの不思議である。見合いは吉敷の親戚中村家で行われた。上野孝子は下殿中原家の親類筋にあたる。中原系族間の結婚である。」という。中原家地元の温泉旅館「西村屋」で身内だけの結婚式と盛大な披露宴を行ったあと上京。

### 『山羊の歌』出版と夭折
1934年、10月に孝子が郷里で長男・文也（ふみや）を出産。11月『山羊の歌』が野々上慶一の文圃堂から出版されることが決まる。装丁は高村光太郎、四六倍判、貼函入り、背表紙は題、著者名が金箔押しという美装豪華本である。12月10日、3円50銭で市販された。この後帰省、文也と対面した。翌年3月まで郷里に留まり、ランボーを翻訳するが、長門峡に遊んだ際吐血している。
1935年、3月末単身上京。前年出版された『山羊の歌』は好評であり、詩壇とも交流、原稿依頼も来るようになった。また1月から小林秀雄が『文學界』の編集責任者となり、中也は4月以後毎号新作の詩を発表した。しかし詩だけで家族3人が生活していけるだけの収入は得られず、フクは月100円以上の仕送りをしていた。中也は文也を可愛がっていたが、一緒になって遊ぶというより、文也が遊んでいるのを見守るという接し方だった。
1936年、親戚で日本放送協会の初代理事・中原岩三郎の斡旋で、協会文芸部長との面接に出かける。定職についてほしいというのがフクの希望だったが中也にその気はなく、入社することはなかった（面接で履歴書に「詩生活」とのみ記していることを問われ「それ以外の履歴が私にとって意味があるのですか？」と不思議そうに返したという。当然不採用）。6月25日、山本文庫より『ランボオ詩抄』刊行。生涯初めて印税を受け取る。11月、2歳の文也の容態が急変、入院させる。中也は3日間一睡もせず看病したが、文也は小児結核で死去。葬儀で中也は文也の遺体を抱いて離さず、フクがなんとかあきらめさせて棺に入れた。四十九日の間は毎日僧侶を呼んで読経してもらい、文也の位牌の前を離れなかった。12月に次男・愛雅（よしまさ）が生まれたが悲しみは癒えなかった。幻聴や幼児退行したような言動が出始めたため、孝子がフクに連絡。フクと思郎が上京した。
1937年1月9日、フクは中也を千葉市千葉寺町の道修山（山ではなく丘）にある中村古峡療養所に入院させた（療養所は「中村古峡記念病院」として現存）。ここで作業療法や日誌を書く指導を受け、2月15日帰宅。騙されて入院させられたと孝子に言って暴れたため、またフクが呼ばれた。文也を思い出させる東京を離れ鎌倉町扇ガ谷の寿福寺境内にあった借家へと転居する。5月、『文學界』に「愛するものが死んだ時には、自殺しなけあなりません」ではじまる『春日狂想』を発表。7月、小林秀雄や三好達治ら友人たちの間で第二詩集出版の話が持ち上がる。しかし中也は心身を休めるため山口への帰郷を考えていた。
9月、左手中指の痛みを訴え痛風と診断されている。9月15日、野田書房より訳詩集『ランボオ詩集』が刊行され、売れ行きは上々だった。23日、『在りし日の歌』の原稿清書を終え、翌日小林秀雄に渡している。夏ごろから崩していた体調がさらに悪化、10月4日に横浜の安原喜弘を訪ねた時は、頭痛や電線が2つに見える視力障害を訴えた。歩行困難もありステッキをついて歩いていた。5日に鎌倉駅前の広場で倒れ、翌日鎌倉養生院（現・徳洲会清川病院）に入院。脳腫瘍が疑われ、その後急性脳膜炎と診断された（今日では、結核性の脳膜炎とされている）。15日、フクと思郎が駆けつけたときは既に意識は混濁していた。明治大学で教えていた小林は1週間休講にして病室に詰めた。河上徹太郎は毎日東京から病院に通った。22日午前0時10分、鎌倉養生院で永眠。苦しむことなく安らかな死だった。通夜は22、23日と2日にわたって自宅で行われ、24日に寿福寺本堂での告別式を経て、逗子町小坪の誠行社で荼毘に付された。葬儀からほぼ1ヶ月後、遺骨は『一つのメルヘン』で歌われた吉敷川近くの経塚墓地に葬られた。
中也の死から約3ヶ月後の1938年1月、次男愛雅が病死。同年4月には『在りし日の歌』が創元社から刊行された。

## 年譜
- 1907年（明治40年）
  - 4月29日 - 山口県吉敷郡下宇野令村（1915年山口町に編入。現在の山口市湯田温泉）に父柏村謙助、母フクの長男として生まれる。父謙助は当時陸軍軍医として旅順にいた。
- 1909年（明治42年）
  - 父謙助の転任に従って広島に移り住む。
- 1912年（明治45年・大正元年）
  - 金沢に移り住む。
- 1914年（大正3年）
  - 3月 - 父謙助が朝鮮龍山聯隊の軍医長となったため、家族は山口に戻る。
  - 4月 - 下宇野令尋常小学校入学。
- 1915年（大正4年）
  - 1月 - 弟の亜郎が病死。弟の死を歌ったのが最初の詩作だと、中也は後に書いている。
  - 8月 - 父謙助山口に帰任。
  - 10月 - 中原家との養子縁組を届け出て、一家は中原姓となる。
- 1917年（大正6年）
  - 4月 - 父謙助は願によって予備役に編入され、中原医院を受け継いだ。
- 1918年（大正7年）
  - 5月 - 山口師範附属小学校（現・山口大学教育学部附属山口小学校）に転校。
- 1920年（大正9年）
  - 2月 - 雑誌『婦人画報』、『防長新聞』に投稿した短歌が入選。
  - 4月 - 県立山口中学（現山口県立山口高等学校）に入学。
- 1922年（大正11年）
  - 5月 - 2人の友人とともに歌集『末黒野』を刊行。
- 1923年（大正12年）
  - 3月 - 落第。京都の立命館中学第3学年に転入学。
  - 晩秋 - 高橋新吉『ダダイスト新吉の詩』に出会い、ダダイスムに傾倒するようになる。
  - 冬 - 劇団女優（表現座）の長谷川泰子（広島出身）を知り、翌年より同棲。
- 1924年（大正13年）
  - 富永太郎と出会い、フランス詩への興味を抱く。
- 1925年（大正14年）
  - 小林秀雄と出会う。
  - 3月 - 泰子とともに上京。当初早稲田大学予科を希望していたが受験失敗。
  - 11月 - 泰子が小林の元に去る。富永太郎病没。
- 1926年（大正15年・昭和元年）
  - 4月 - 日本大学予科文科へ入学するも9月に退学する。
  - 11月頃 - アテネ・フランセへ通う。『山繭』に『夭折した富永』を寄稿。
- 1927年（昭和2年）
  - 12月 - 作曲家諸井三郎と出会い、音楽団体「スルヤ」に出入りするようになる。
- 1928年（昭和3年）
  - 5月 - 「スルヤ」第2回発表会にて、諸井三郎が中也の詩に作曲した『朝の歌』『臨終』が歌われる。父謙助死去。葬儀に帰省参列しなかった。古谷綱武の紹介により高田博厚を知る。頻繁に高田のアトリエを訪れ、居合わせた泰子とよく喧嘩していた。[18]
- 1929年（昭和4年）
  - 4月 - 河上徹太郎、大岡昇平らとともに同人誌『白痴群』を創刊。翌年終刊するまでに6号を刊行。高田博厚のアトリエの近くに一軒家を借りた中也を心配した母・フクが上京すると、保証人として高田が対応し、母を安心させるためにも大学と名の付くところへ行けと諭される。[18]
- 1930年（昭和5年）
  - 9月 - 中央大学予科に編入学。フランス行の手段として外務書記生を志す。
- 1931年（昭和6年）
  - 2月 - 高田博厚が渡仏する際に中也と泰子は東京駅に一緒に見送りに行った[18]。
  - 4月 - 東京外国語学校専修科仏語部に入学。上田敏雄と出会う。
- 1933年（昭和8年）
  - 『ランボオ詩集（学校時代の詩）』を三笠書房より刊行。
  - 3月 - 東京外国語学校を修了。
  - 5月 - 同人誌『紀元』に参加。
  - 12月 - 遠縁にあたる上野孝子と結婚する。
- 1934年（昭和9年）
  - 8月 - ジイド「暦」を『ジイド全集 三巻』（建設社）に訳載。
  - 10月 - 長男文也（ふみや）が生まれる。年末には、『山羊の歌』を刊行。
- 1935年（昭和10年）
  - 5月 - 『歴程』が創刊され同人となる。12月には「青い瞳」を『四季』に発表。
- 1936年（昭和11年）
  - 秋 - 日本放送協会の初代理事だった親戚中原岩三郎の斡旋で、放送局入社の話があり、面接に行った。中也人生初の就職活動。不採用。
  - 11月 - 文也死去。子供の死にショックを受け、精神が不安定になる。次男愛雅（よしまさ）が生まれる。
- 1937年（昭和12年）
  - 1月 - 千葉市の中村古峡療養所[19]に入院。
  - 2月 - 退院後、神奈川県鎌倉町扇ガ谷に転居。
  - 夏 - 東京放送局（現・NHKラジオ第1放送）のラジオ放送で、草野心平が中也の「夏」を朗読する[20]。
  - 9月 -『ランボオ詩集』（野田書店）を刊行。『在りし日の歌』原稿を清書、小林秀雄に託す。
  - 10月 - 故郷に移住の予定であったが、結核性脳膜炎を発症し、同月22日に死去。戒名放光院賢空文心居士。墓所は山口市吉敷。

- 1938年（昭和13年）
  - 1月 - 愛雅死去。

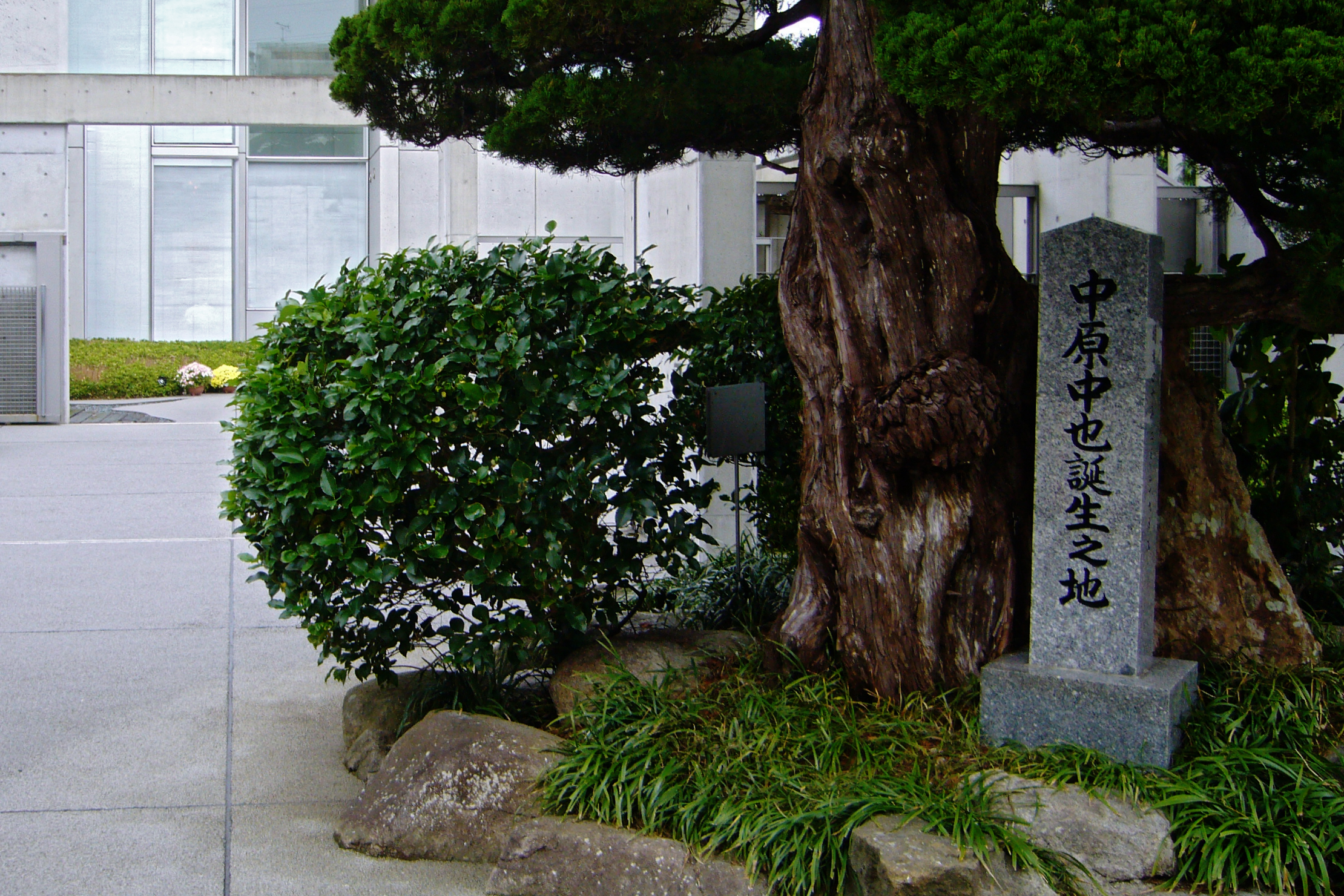
生誕地、中原中也記念館

  - 4月 - 創元社より『在りし日の歌』を刊行。
- 1972年（昭和47年）
  - 湯田の生家が火災で焼失。
- 1994年（平成6年）
  - 山口市湯田温泉の生家跡地に中原中也記念館が開館。
- 1996年（平成8年）
  - 山口市等が新たに中原中也賞を創設。正賞は中原中也の首のブロンズ（高田博厚作）。
  - 2007年3月21日：SL山口号に、「中原中也生誕100周年記念」のヘッドマークを提出

## 作風
中也の詩は、上京後は「朝の歌」に見られるようにランボー、ヴェルレーヌといった象徴派ふうの詩風だった。その後宮沢賢治の詩集『春と修羅』に出会い、不思議な宇宙観と口語による響きに魅かれる。1935年（昭和10年）、賢治の没後一周年に刊行された『宮沢賢治全集』について『作品』1月号に掲載された推薦文では「僕は彼の詩集『春と修羅』を十年来愛読している」「此の我々の感性に近いもの、寧ろ民謡でさへある殉情詩が、此の殉情的な国で、今迄読まれなかったなぞといふことは不思議だ」と評価している。

## 評価
生前の中也は『山羊の歌』の詩人として、小林秀雄、河上徹太郎らの友人から高く評価され、また室生犀星、草野心平、萩原朔太郎らも独特な歌の世界を貴重なものとして見ていた。没後は『文學界』『紀元』『四季』などがあいついで追悼号を企画、中也の評価が続いた。戦後は、復員した大岡昇平の編集解説で『中原中也詩集』が創元社より1947年（昭和22年）刊行、大きな反響を呼んだ。1949年（昭和24年）には『ランボオ詩集』、そして1951年（昭和26年）に『中原中也全集』全三巻が刊行。その後、中也の詩は各種文庫や詩歌全集に収録されるようになり、広汎な読者層を獲得した。

## エピソード

### 人柄・性格
中也の性格について、中也の弟呉郎の解釈によれば、「農から出て立志した父の“荒い血”と封建の臣として淘汰された母方の“静かな血”の混血から成るもの」という。
中也は自分の名前は森鷗外につけてもらったと称していた。鴎外は父の謙助が軍医学校在籍時に校長を務めていた。しかし母のフクによれば、旅順の軍医大佐「中村六也（中村緑野）」からとったものだという。中也は、珍しい読みを周囲に揶揄われたこともあり、自身の名前について余り好きではなかったという。
中也の代表作「サーカス」は本人にとっても自信作であり、中也とはじめて会った人間は大抵朗読を聞かせられた。「ゆあーん ゆよーん ゆやゆよん」のオノマトペを、仰向いて目をつぶり、口を突き出して、独特に唄った。
中也の遺族によれば、帰郷すると東京の交友関係を大げさに吹聴していたという。小林秀雄は三代続いた江戸っ子、青山二郎は青山と名の付く町全部の大地主、といった具合である。これは両親に仕送りを続けさせて東京に在住するためと大岡らに説明していた。
『白痴群』時代の服装は、五尺（151.5cm）に満たない体を黒いルパシカ、冬は黒い吊り鐘マントで覆い、頭には「お釜帽子」と呼ばれた黒いソフト帽をかぶっていた。のちに黒い背広に黒いベレー帽、冬は黒い外套に変わったが、黒ずくめの服装は中也のイメージとして定着した。
大岡昇平は1976年月刊『ポエム』創刊号誌上での正津勉との対談の中で、中原の道化はわざとしているような感じで、一種の抗議者の役目を自分に振り当てている。ふざけて面白がっているところが随分あり、人に毒づいているときは結構楽しそうだったと語っている。また、2人は喧嘩をする割には会う機会が多く、皆最初は中原をあがめていたが、「白痴群」をやめるころから重荷になり始めた。こじれると妙に勘繰るところがあり、ありもしない下心をさぐられますますこじれたとも語っている。大岡は「中原の中には、疑うべくもない魂の美しさとともに、何とも言えない邪悪なものがあった」と書いている。
嵐山光三郎が大岡昇平にきいたところによると、現在中也の肖像として広く知られている黒帽子の写真は、複写・レタッチを繰り返したため中也本人とかなり違うものになっているという。大岡曰く「皺が多いどこにでもいるオトッツアン顔だよ」とのこと。
父親の謙助が死去した年、母のフクは中也が大学に行っていないことを中原家の親類から知らされ、中也に手紙を出して問い質すが、中也は偽名を使って他人を装い、仕送りを送り続けるよう工作した手紙をフクに送りつける。フクは筆跡から中也本人と疑うも、仕送りを続けたという。

### 酒乱
22歳のとき、『白痴群』の同人の村井康男、阿部六郎と酒を飲んだ帰り、沿道の家の外灯を傘で叩き壊した。家の主人の町会議員は3人の後をつけ、交番につきだしたが、村井と阿部は教師だったため5日で釈放された。しかし身分がはっきりしない中也は15日間も留置された。警官への恐怖が後まで残ったという。
青山二郎は死別した夫人の弟にバー「ウィンゾア」を出店させていた。常連は小林秀雄、井伏鱒二、大岡昇平ら若い文人たちだったが、中也が毎日顔を出し、誰かれかまわず絡んだり喧嘩をふっかけるので、1年でつぶれてしまった。
坂口安吾は「ウィンゾア」で中也と知り合った。中也はお気に入りの女給が安吾と親しいのが気に入らず、いきなり殴りかかったが、大柄な安吾から少し離れたところから拳を振り回しているだけだったので、安吾は大笑いした。
大岡昇平は『白痴群』の同人会で酔った中也に殴られたことがあった。他にも中村光夫は「お前を殺すぞ」と言われビール瓶で殴られたことがある。
吉田秀和は著書の中でレコードを購入した後に余った金で酒を飲もうとする中也を無理やり自宅へ連れて帰り、共に音楽に耳を傾けたエピソードを記している。
太宰治は同人誌「青い花」を創刊するにあたり、檀一雄や中也を誘った。東中野の居酒屋で飲んでいると中也は「青鯖が空に浮かんだような顔をしやがって」「お前は何の花が好きなんだい」と絡みだし、太宰が泣き出しそうな声で「モ、モ、ノ、ハ、ナ」と答えると、「チエッ、だからおめえは」とこき下ろした。「青い花」は1号で終わり、太宰は「ナメクジみたいにてらてらした奴で、とてもつきあえた代物じゃないよ」と中也を拒絶するようになったが、中也の死に対して太宰は「死んで見ると、やっぱり中原だ、ねえ。段違いだ。立原は死んで天才ということになっているが、君どう思う？ 皆目つまらねえ」と才能を惜しんでいる。

### 中原中也賞
中也の死の翌年から『四季』誌上で行われた詩人への賞。発案者は長谷川泰子で、夫の中垣竹之助が援助したが、3回で終了した。現在山口市が主催する「中原中也賞」とは別のものである。
- 第1回　立原道造
- 第2回　高森文夫　杉山平一
- 第3回　平岡潤

## 中也と作曲
中也の詩のなかで、最初に活字になったものは『朝の歌』と『臨終』である。それらは諸井三郎により歌曲になり、1928年の第2回スルヤ演奏会で歌われたのだが、その際、機関誌『スルヤ』に歌詞として掲載されたのである。詩集どころか詩さえも発表していない、ゆえにまったくの無名といっていい詩人の作品に音楽がつくのは、きわめて珍しいケースであるといえる。
諸井は、中也の生前、彼の詩『空しき秋』『妹よ』『春と赤ン坊』に曲をつけ、中でも『妹よ』はJOBKで放送された。また、『スルヤ』の同人であった内海誓一郎は、1930年に『帰郷』『失せし希望』に作曲している。
中也の死後、石渡日出夫、清水脩、多田武彦らをはじめとして多くの作曲家が曲をよせている。クラシック系の歌曲、合唱曲が多いが、演歌やフォークソングも生まれている。とりわけ、友川かずきによる楽曲群（アルバム『俺の裡で鳴り止まない詩』以降も「わが喫煙」「頑是ない歌」など少なからぬ詩歌を取り上げている）が知られている。中也の友人であった作家の大岡昇平も、『夕照』『雪の宵』の2篇に作曲している。
海援隊の「思えば遠くへ来たもんだ」という曲は中也の「頑是ない歌」を盗用したと言われるほど一致点が多い。テレビ番組『知ってるつもり?!』で「20代の後半に無我夢中で読み、かなりの影響を受けた」「中也の詩から『思えば遠くへ来たもんだ』というフレーズが浮かんだ」と語っている。
「汚れつちまつた悲しみに……」は、おおたか静流により曲が付けられ、NHKの『にほんごであそぼ』で歌われている。また歌手の桑田佳祐も曲にしている。GLAYの楽曲「黒く塗れ！」の歌詞にも、このワードが登場する。他にも、GRANRODEOの楽曲「SUGAR」の曲間に中也に宛てた台詞があり、このワードが登場する。（GRANRODEOのボーカルであり声優でもある谷山紀章は後にアニメ「文豪ストレイドッグス」にて中原をモデルとしたキャラクター「中原中也」役（「汚れっちまった悲しみに」という名の能力を持つ）を演じている）「月の光」は、石川浩司により曲を付けられ、たまのアルバム『そのろく』に収録される。
最近では、たつの市出身の作曲家・薮田翔一が、中也の詩による歌曲を数多く作曲している。

## 家族・親族

### 中原家
（山口県吉敷郡山口町大字下宇野令村（現在の山口市湯田温泉）
中原思郎著『兄中原中也と祖先たち』によると、
「中原家は代々吉敷毛利家の家臣だった。「中原五族」の一つとして「新家中原家」とよばれた。「新家中原家」は「本宗中原家」の3代目で分かれた「田中中原家」から、さらに5代目で分かれた中原喜兵衛介之を祖とする。
初代中原喜兵衛介之は「田中中原家」4代目中原太郎兵衛の次男として生まれた。兄孫右衛門が「田中中原家」を嗣いで間もなく初代となって「新家中原家」を設け、大慈院殿（吉敷毛利家毛利元直）に仕えて礼式をつかさどった。喜兵衛は宝暦10年小笠原流の免許皆伝をうけた。以後「新家中原家」は明治維新まで礼式の家だった。
中也の実祖父助之は学を志し上京、刻苦して英語を学び、鉄道局で通訳、翻訳などの仕事を担当した。1886年（明治19年）病を得て37歳で没した。中也の母フクはその一人娘である。養祖父政熊は中原医院を開業し、妻コマとともにクリスチャンだった。政熊には子がなかったので、兄の遺児フクを養った。」という。
- 養祖父、大叔父・政熊（旧吉敷毛利家家臣、開業医）
1854年（安政元年）旧暦8月生 - 1921年（大正10年）5月没
- 養祖母・コマ（大内氷上・真光院の寺臣（てらざむらい）・田辺助作の娘）
1863年（文久3年）旧暦1月生 - 1935年（昭和10年）2月没
- 実祖母・スヱ（旧吉敷毛利家家臣小野勝治の次女、旧毛利萩本藩士で税務署長・引頭祐一の後妻）
1857年（安政4年）12月生 - 1932年（昭和7年）9月没
- 父・謙助（軍医・開業医、農家小林八九郎の次男）
1876年（明治9年）6月生 - 1928年（昭和3年）5月没
- 母・フク（旧吉敷毛利家家臣中原助之の長女、中原政熊の養女）
1879年（明治12年）10月生 - 1980年（昭和55年）没
- 弟
亜郎（つぐろう、通称・あろう）[48]
1910年（明治43年）生 - 1915年（大正4年）没
4歳で病死。
恰三（こうぞう）
1911年（明治44年）生 - 1931年（昭和6年）没
20歳で病死。
思郎（しろう）
1913年（大正2年）生 - 1982年（昭和57年）没
京都帝国大学卒。宇部興産に勤務。戦後に湯田に戻り中也研究に取り組む[49]。
呉郎（ごろう）
1916年（大正5年）生 - 1975年（昭和50年）没
長崎医科大学卒。兄弟の中で唯一父親の後を継ぎ医師となり[49]、閉鎖されていた中原医院を昭和20年頃に再開。
拾郎（じゅうろう）
1918年（大正7年）生 - 2003年（平成15年）3月19日没
早稲田大学卒。1950年（昭和25年）、遠縁の伊藤家と養子縁組して「伊藤拾郎」と改姓する[14]。広告会社を定年退職後、ハーモニカ奏者として活動。日本ハーモニカ芸術協会理事も務めた[50]。中原兄弟の中では最も長命かつ最後の存命者でもあった。

### 妻子
- 妻・孝子（上野一治の長女、上野富一（工学博士中原岩三郎の兄）の孫）
中也の死後、中也の父方の親戚の軍人と再婚した。中也と文士たちとのつきあいで気苦労が絶えなかったらしく、「私はああいう連中には、もう寄りつかん」と言っていたという[51]。
- 長男・文也（ふみや）
1934年（昭和9年）10月18日生 - 1936年（昭和11年）11月10日没
- 次男・愛雅（よしまさ）
1936年（昭和11年）12月15日生 - 1938年（昭和13年）1月12日没

## 著作

### 詩集
- 『山羊の歌』文圃堂、1934年
- 『在りし日の歌』創元社、1938年

### 翻訳
- 『ランボオ詩集（学校時代の詩）』三笠書房、1933年
- 『ランボオ詩抄』山本書店〈山本文庫17〉、1936年
- 『ランボオ詩集』野田書店、1937年

### 全集
- 『中原中也全集』（全3巻）、創元社、1951年
- 『中原中也全集』（全1巻）角川書店、1960年
- 『中原中也全集』（増補版：全5巻別巻1）角川書店、1967年 - 1971年…二十数年間にわたり重刷された。
- 『新編　中原中也全集』（全5巻別巻1）角川書店、2000年 - 2004年…最新の全集で、各巻が本文篇と解題篇の2分冊。

### 文庫判
※主に近年刊のみ
- 『中原中也全詩集』 角川ソフィア文庫、2007年。生誕100年出版（作家論：大岡昇平）
- 佐々木幹郎編 『汚れつちまつた悲しみに…　中原中也詩集』 角川文庫、2016年
  - 『山羊の歌』 角川文庫クラシックス、1997年。佐々木幹郎編
  - 『在りし日の歌』 角川文庫クラシックス、1997年。佐々木幹郎編
- 『中原中也詩集』 ハルキ文庫、新版2005年。樋口覚編
- 『汚れつちまつた悲しみに　中原中也詩集』 集英社文庫、1991年
- 大岡昇平編 『中原中也詩集』 岩波文庫、初版1981年 - 重版多数、1991年にワイド版
- 『中原中也訳　ランボオ詩集』 岩波文庫、2013年
- 吉田凞生編 『中原中也詩集』 新潮文庫、2000年
  - 吉田凞生編 『中原中也全詩歌集』 講談社文芸文庫（上下）、初版1991年
  - 『中原中也全訳詩集』 講談社文芸文庫、初版1990年
- 『中原中也の手紙』 安原喜弘編著、講談社文芸文庫、2010年
- 『中原中也詩集』 思潮社 現代詩文庫、初版1975年。新書版

## 関連書籍
親族・知人による著作
- 中原フク述、村上護編 『私の上に降る雪は わが子中原中也を語る』（講談社文芸文庫）
- 中原思郎 『中原中也ノート』、『兄中原中也と祖先たち』（各 審美社）
- 中原呉郎 『海の旅路 中也・山頭火のこと』（昭和出版）
- 河上徹太郎 『わが中原中也』（昭和出版）
- 大岡昇平 『中原中也』（角川書店→講談社文芸文庫）
  - 『生と歌　中原中也その後』（角川書店）→筑摩書房版「大岡昇平全集 18」で集大成
  - 『中原中也の詩の世界』（佐藤泰正との編著、教文館）
- 長谷川泰子述、村上護編 『ゆきてかへらぬ 中原中也との愛』（講談社→角川ソフィア文庫）
- 安原喜弘 『中原中也の手紙』（玉川大学出版部→講談社文芸文庫）
- 野々上慶一 『文圃堂こぼれ話　中原中也のことども』（小沢書店）
  - 『中也ノート 私と中原中也』（かまくら春秋社）
- 野田真吉 『中原中也 わが青春の漂泊』（泰流社）

## 映像
- 映画『火宅の人』（1986年、東映。演：真田広之 監督：深作欣二）
- TVドラマ『汚れっちまった悲しみに』（1990年、フジテレビ系。主演：三上博史）
- 『ETV特集 大東京の真中で、一人～詩人・中原中也を歩く～』（2007年12月30日、NHK教育テレビジョン。中原中也生誕100周年）
- ACジャパン2015年度の結核予防会支援キャンペーン「JOYと偉人」（CM・テレビCM及び新聞広告では肖像で出演）
- 映画『ゆきてかへらぬ』（2025年、キノフィルムズ。演：木戸大聖　監督：根岸吉太郎）

## 詩碑
- 桑名駅1番ホームの桑名駅開業100周年碑に『桑名の駅』

## 関連人物
- 小林秀雄
- 高田博厚
- 河上徹太郎
- 富永太郎
- 正岡忠三郎
- 諸井三郎
- 中村稔
- 秋山駿
- 樋口覚
- 佐々木幹郎
- 北川透
- 長谷川泰子
- 檀一雄